# Euploea depuiseti
Euploea depuiseti är en fjärilsart som beskrevs av Charles Oberthür 1879. Euploea depuiseti ingår i släktet Euploea och familjen praktfjärilar. Inga underarter finns listade i Catalogue of Life.